# Sultanat mamelouk d'Égypte
Ne doit pas être confondu avec Sultanat de Delhi.
5 juin 1250 – 1er juillet 1517
(267 ans et 26 jours)
Entités précédentes :
- Califat abbasside
- Dynastie des Ayyoubides
- Principauté d'Antioche
- Royaume de Makourie
- Comté de Tripoli
- Royaume de Jérusalem
- Banu Kanz
- Royaume arménien de Cilicie

Entités suivantes :
- Karamanides
- Empire ottoman
  - Eyalet d'Égypte
  - Eyalet de Cyrénaïque
  - Eyalet de Damas
  - Eyalet du Yémen

Méditerranée orientale vers 1328.

Le sultanat mamelouk (en arabe : سلطنة المماليك (Salṭanat al-Mamālīk)) est un royaume médiéval qui s'étendait sur l'Égypte, le Levant et le Hedjaz. Il dura de la chute de la dynastie ayyoubide en 1250, à la fin de la guerre ottomano-mamelouke en 1517. 
L'époque de la domination mamelouke est traditionnellement divisée en deux périodes : 1250-1382 et 1382-1517. Dans l'historiographie occidentale, la première période est appelée « baharite » et la seconde « burjite » d'après les lieux du Caire d'où régnèrent les dynasties mameloukes : l'île (البحر, al-baḥr) de Roda sur le Nil, puis la citadelle du Caire (البرج, al-burj, la tour). Les historiens musulmans contemporains parlent de périodes « turque » et « circassienne » pour souligner le changement d'origine ethnique de la majorité des mamelouks. 
L'État mamelouk atteignit son apogée sous la domination turque puis connut un long déclin sous la domination circassienne. La caste dirigeante du sultanat était composée de mamelouks, des soldats-esclaves d'origine coumane (de Crimée), circassienne, abkhaze, oghouze ou géorgienne. Bien que les mamelouks fussent achetés en tant qu'esclaves, leur statut était bien supérieur à celui des esclaves ordinaires. Ils constituaient une classe dirigeante possédant un statut social supérieur à celui des Égyptiens. Avant de décliner aux XVe et XVIe siècles, le sultanat mamelouk des premiers temps représenta l'apogée de l'Égypte et du Proche-Orient médiévaux aux points de vue politique, économique et culturel, et le dernier stade de l'âge d'or de la civilisation islamique.

## Histoire

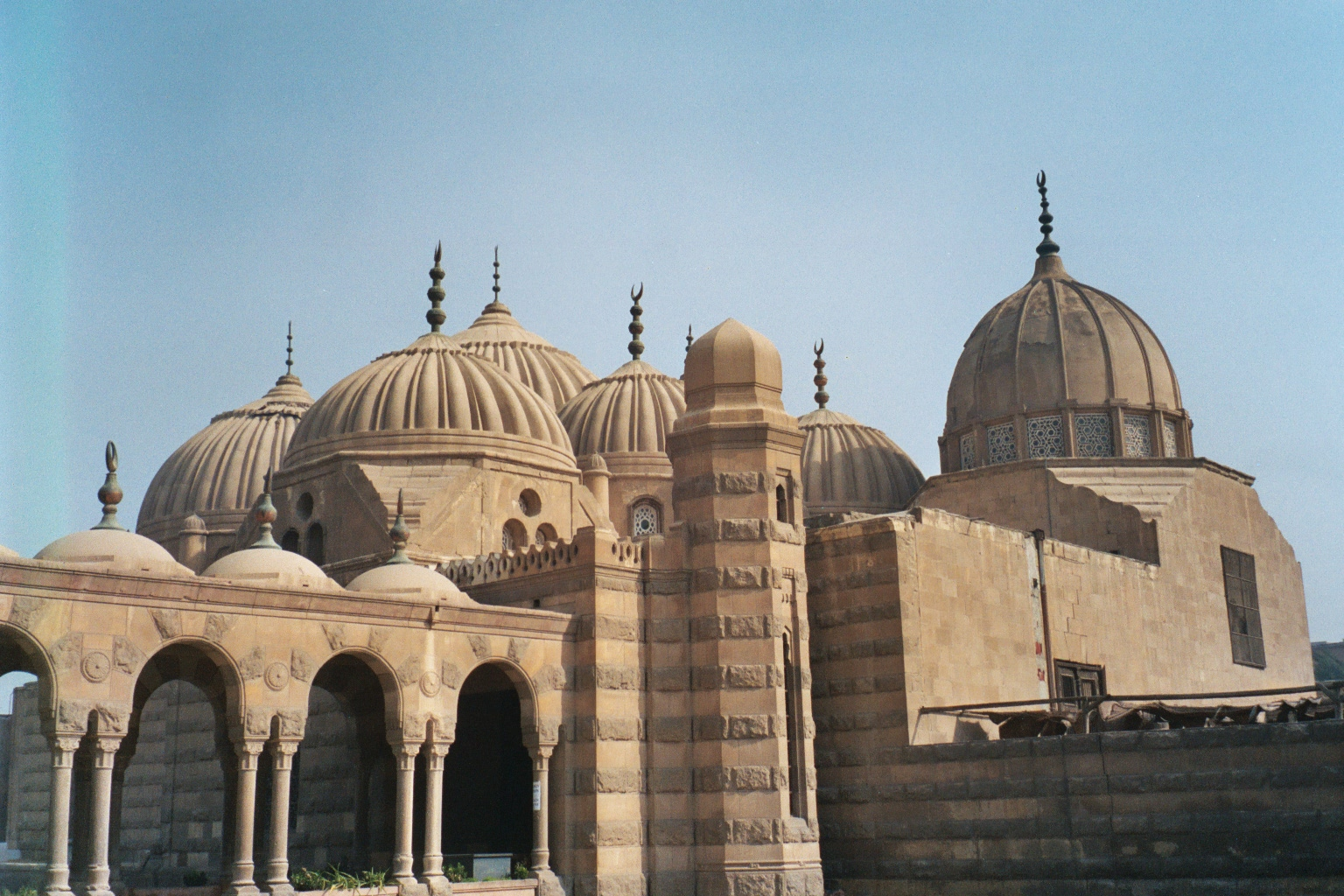
Mausolée des Mamelouks au Caire.

Les quarante-neuf sultans de la dynastie mamelouke ont régné depuis Le Caire sur l'Égypte, la Syrie et l'Arabie de 1250 à 1517, depuis l'assassinat de l'arrière petit-neveu de Saladin, al-Mu'adham, jusqu'à la victoire du Turc ottoman Sélim Ier en 1516 à Marj Dabiq contre l'avant-dernier sultan mamelouk, Al-Achraf Qânsûh al-Ghûri.
À l'origine de la montée en puissance des Mamelouks du Caire se trouvent trois événements majeurs : 
- la septième croisade qui voit le roi de France en personne s'emparer de Damiette (juin 1249) et qui donne aux Mamelouks l'opportunité de s'imposer face au pouvoir affaibli du sultan Ayyoub ;
- les récurrentes victoires contre les Mongols, plusieurs fois chassés de Syrie ;
- les multiples victoires de Baybars contre les dernières positions franques au Proche-Orient (Césarée, 1261 ; forteresse des Templiers, 1266 ; Jaffa, 1268 ; Antioche, 1268 ; Krak des Chevaliers, 1271), contre la secte des Assassins (1272), et contre la Petite Arménie (pillage de Sis et Ayas, 1266 ; Tarse, 1275).

Deux dynasties de Mamelouks se sont succédé : les « Mamelouks du fleuve » (المماليك البحريون, mamelouks bahrites), qui sont des Turcs kiptchaks qui gouvernent de 1252 à 1382, nommés ainsi car ils résident sur l’île de Roda (بحر, bahr mer, fleuve) ; puis les « Mamelouks de la tour » (المماليك البرجيون, mamelouks bourjites) d'origine circassienne et géorgienne, appelés ainsi car ils habitent les tours de la Citadelle (برج, burj tour) appelés aussi « mamelouks circassiens » car originaires de Circassie, qui gouvernent jusqu’à la prise du pouvoir par les Ottomans en 1517.

### Période bahrite (1250-1382)
En 1250, un an après la mort d'As-Sâlih Ayyûb (1240–1249), les Mamelouks turcs  bahrites, assassinent son fils et successeur Al-Mu'azzam Tûrân Châh, presque sous les yeux du roi de France (saint Louis qui était alors leur prisonnier). Leur chef, Al-Muizz Izz ad-Dîn Aybak épouse sa belle-mère (ou mère, suivant les sources) Chajar ad-Durr, et prend le pouvoir. Il gouverne jusqu'en 1257. Le sac de Bagdad par les Mongols en 1258 aide la dynastie bahri à s'établir : elle détruit le califat sunnite des Abbassides, qui aurait pu vouloir reprendre Le Caire. 
Az-Zâhir Rukn ad-Dîn Baybars al-Bunduqdari (Baybars), un Mamelouk exilé en Syrie, retourne alors en Égypte où il devient sultan et règne de 1260 à 1277, assurant son pouvoir par une victoire à la bataille d'Aïn Djalout contre les Mongols (1261). Après ce coup d'arrêt infligé aux troupes mongoles, les menaces extérieures diminuent considérablement permettant une extension territoriale du sultanat mamelouk. La zone de contrôle des Mamelouks s'étend alors sur l’Égypte, la Syrie et l’Arabie (lieux saints de l'islam), et un protectorat est mis en place vis-à-vis du Yémen. Ils maîtrisent également le commerce dans l’océan Indien, à travers la mer Rouge. À la fin du règne de Baybars a lieu une expédition en Anatolie. 
Baybars meurt en 1277. Son fils As-Saïd Nâsir ad-Dîn Baraka Khan ben Baybars, qu'il avait associé au pouvoir avant sa mort, monte sur le trône à l'âge de dix-huit ans. Ce fait est important, car il constitue une tentative d'instaurer une dynastie héréditaire, en contradiction avec les principes mamelouks. Cette volonté marquera toute la première période du sultanat. 
Baraka est déposé deux ans plus tard au profit de son frère Al-Adil Salāmish, écarté à son tour trois mois plus tard  par Al-Mansûr Sayf ad-Dîn Qala'ûn al-Alfi, qui appartient à la maison de Baybars. Il règne onze ans (1279-1290), dans un calme relatif. C’est lui qui met fin à la présence franque en Syrie (chute du dernier État franc : 1291). Comme Baybars, il tente d’établir une dynastie mais l’un de ses fils meurt tandis que l’autre est assassiné. Suivent alors dix-sept ans d’instabilité politique au cours desquels ont lieu les deux premiers règnes d’An-Nâsir Muhammad ben Qalâ'ûn, un autre de ses fils.
En 1310, An-Nâsir quitte son exil syrien, marche sur le Caire et s’empare une troisième fois du pouvoir grâce aux Mamelouks qu’il a recrutés et aux gouverneurs syriens. Il connaît alors un long règne de 1310 à 1341. C'est sous son règne que la population égyptienne devient en majorité musulmane, en raison notamment des pressions exercées sur les Coptes telles que l'interdiction de certaines fêtes religieuses. C'est également sous son règne qu'a lieu une première refonte de l’Iqt’a, c’est-à-dire la répartition des revenus de l’Égypte entre les émirs (chefs militaires) et le sultan. Ce nouveau système permet aux sultans de mener une politique de mécénat. 
En 1341, la mort de An-Nâsir Muhammad ben Qala'ûn ouvre la voie à une nouvelle période d’instabilité (douze sultans en quarante ans). Ce sont en fait les émirs qui tiennent les rênes du pouvoir. En 1348, la peste noire tue un tiers de la population égyptienne. Le sultan An-Nâsir Badr ad-Dîn al-Hasan règne une seconde fois entre 1354 et 1361 ; il est particulièrement détesté par la population égyptienne en raison de son goût pour la dépense alors que le pays vient d'être ravagé par l'épidémie. Il est assassiné en mars 1361 et son corps n'a jamais été retrouvé.

### Période burjite (1382-1517)

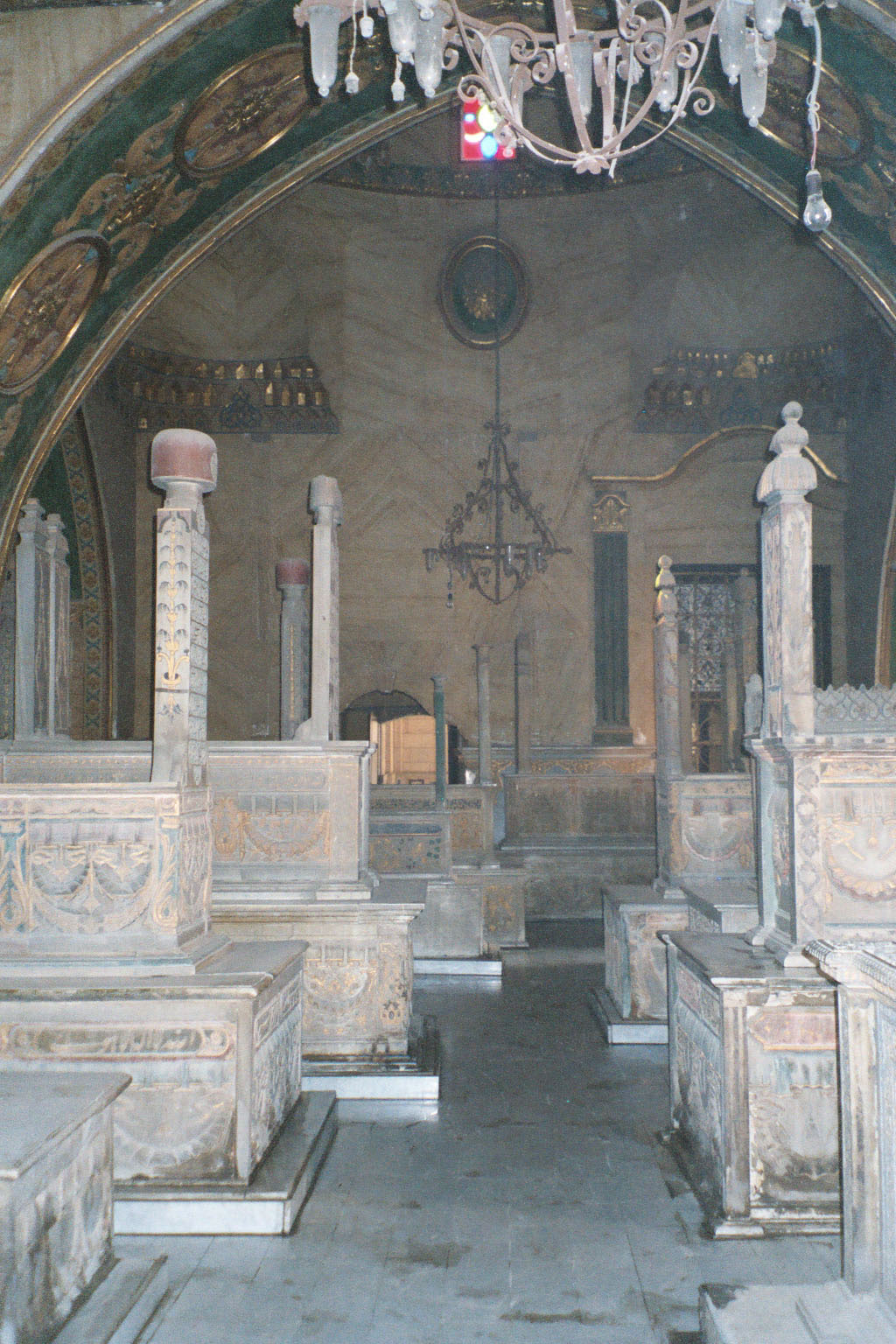
Tombes mameloukes au Caire.

En 1382, le sultan Az-Zâhir Sayf ad-Dîn Barquq arrive sur le trône et installe la seconde lignée, celle des Circassiens et des Géorgiens, dits burjites (de burj, « citadelle », parce qu'ils sont cantonnés dans la citadelle du Caire). Il place immédiatement des émirs de sa maison et de sa famille aux postes clés. Il est un instant écarté du pouvoir en 1389, lorsqu'un Bahrite tente de reprendre le commandement, mais retrouve son trône dès 1390. À sa mort en 1399, Barquq tente également d'établir une dynastie, en confiant le pouvoir à son fils, An-Nâsir Faraj ben Barquq, qui connaît deux règnes (1399–1405 et 1405–1412). Vers 1400, celui-ci chasse les Timourides (menés par Tamerlan) de Syrie, et subit, entre 1403 et 1406, une réplique de la peste noire qui provoque la mort de 20 % de la population. La peste précipite le renouvellement des Mamelouks, et provoque un fort déclin économique (baisse du Trésor due à une baisse des revenus fonciers) en sus du drame humain. Le Caire est ruiné. 
Sous Al-Achraf Sayf ad-Dîn Barsbay, qui règne de 1422 à 1437, l’Iqt’a est à nouveau refondu : le sultan récupère la quasi-totalité des revenus fonciers et des taxes marchandes. Les Mamelouks conquièrent Chypre en 1424–1426. Mais le commerce lui-même chute : en parvenant à faire le tour de l'Afrique, les Portugais mettent fin au monopole mamelouk sur les épices. 
Vers 1485–1491, les Ottomans entrent en guerre contre les Mamelouks, tandis qu’un nouvel ennemi voit le jour en Iran, la dynastie safavide. En 1516, la Syrie est envahie par Sélim Ier. L'avant-dernier sultan Al-Achraf Qânsûh al-Ghûri à la tête de son armée, accompagné de son gouvernement, est battu à Marj Dabiq, près d'Alep, le 24 août 1516 par le sultan ottoman Sélim Ier, défaite qui marque la chute de l'empire mamelouk et ouvre la porte à la prise du Caire par les Turcs ottomans.

### Mamelouks après la conquête ottomane
Les Ottomans maintiennent des chefs mamelouks à des positions clés en leur donnant le titre de beys. Ceci leur permet de tenter une révolte en 1766 sous la direction de Ali Bey al-Kabir. Cette révolte est maîtrisée en 1777 par les Ottomans. 
En 1798, Bonaparte écrase les Mamelouks de Mourad Bey lors de la campagne d'Égypte, à la bataille des Pyramides. Il choisit l'un d'eux, Roustam Raza, pour l'attacher à son service personnel jusqu'à la fin de son règne.
Quand ses troupes doivent se retirer en 1801, les Mamelouks doivent combattre à la fois les Ottomans et les Britanniques. En 1806, Méhémet Ali est nommé gouverneur d'Égypte par les Ottomans. Apprenant que les Mamelouks cherchent à l'assassiner, il fait massacrer leurs chefs le 1er mars 1811, dans une embuscade, et pourchasse le reste des troupes. C'est la fin des Mamelouks d'Égypte.

## Recrutement et formation

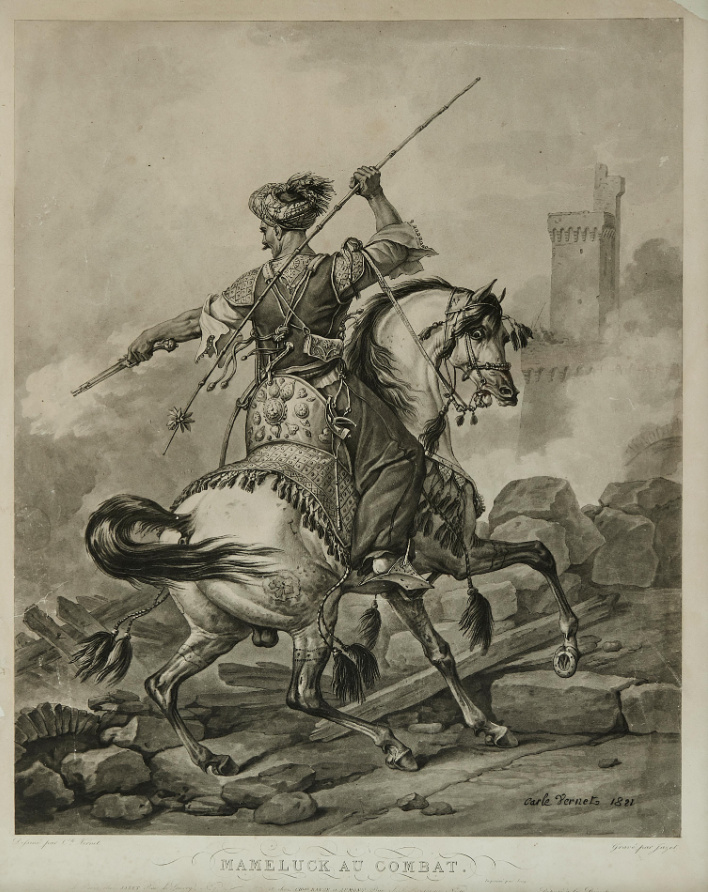
Cavalier Mamelouk (dessin de Carle Vernet en 1810).

Le système mamelouk, en réservant les plus hautes fonctions à des hommes nés esclaves, est hautement original pour une classe dirigeante. Propre à l’Islam, ce système perdure du IXe au XIXe siècle et prend fin avec le massacre des chefs mamelouks par Méhémet Ali en 1811.
Les Mamelouks recrutent leurs futures élites parmi des enfants capturés dans des pays non musulmans, ce qui permet par exemple de contourner les règles interdisant aux musulmans de se faire la guerre entre eux[réf. nécessaire]. Ces enfants viennent notamment de territoires turcophones (plaine Kipchak, Caucase circassien) et sont sélectionnés sur des critères de capacité, d’absence de liens, et de résistance. Élevé loin de son pays d’origine, le futur Mamelouk reçoit une éducation religieuse (musulmane) et militaire (furûsiyya notamment). Arrivé à l'âge adulte, le sultanat ou l'émir (chef militaire) l'affranchit et lui fournit un équipement et une solde. Il conserve toute sa vie l'esprit de corps ou asabiyya qui caractérise les Mamelouks. Chaque Mamelouk, en effet, est lié à sa maison, c'est-à-dire à son chef et aux Mamelouks qui ont été formés en même temps que lui. On cite des cas où, le sultan étant mort, des Mamelouks refusent, par fidélité à leur ancien chef, d'être affranchis par son successeur et renoncent ainsi à leur carrière.
Les Mamelouks se répartissent dans des corps distincts selon leur chef. Le sultan forme les troupes d'élite tandis que les émirs se constituent des corps de Mamelouks de valeur moindre.
Ce système est très coûteux en raison des importantes pertes lors du voyage et de la nécessité de traiter avec les Byzantins et les Mongols, ces esclaves sont également moins résistants face aux maladies. De plus, il faut trouver de nouveaux Mamelouks à chaque génération, car leurs enfants ne peuvent demeurer dans le corps des Mamelouks : nés musulmans et considérés comme « moins résistants » à cause de leur contact avec la société islamique, ils épousent des femmes autochtones et leur descendance se fond dans la société locale. De plus le système se dégrade au cours du temps : on passe d’une promotion tous les dix ans à une promotion tous les cinq ans sous Barquq, puis tous les quatorze mois.

## Organisation militaire: lafurûsiyya
Le sultanat mamelouk dispose de la meilleure armée du monde islamique, notamment grâce à la pratique de la furûsiyya. La furûsiyya est un ensemble de connaissances pratiques et théoriques liées au cheval : équitation, hippologie, médecine vétérinaire, art militaire. Elle comprend aussi les disciplines de la fauconnerie, de l’archerie, du maniement des armes, de la lutte, de la natation et du jeu d'échecs, tous considérés comme des arts militaires. Elle ne met pas en avant la bravoure mais la discipline et donne lieu à une importante littérature.
On compte au Caire de nombreux hippodromes (sept au moins pour la période bahrite). Cependant, dès 1340, les hippodromes commencent à se dégrader et sont au milieu du XVe siècle dans une situation désastreuse : la furûsiyya ne se pratique plus alors que dans la cour du palais. C’est d’ailleurs à cette période qu’arrivent les armes à feu, que les Mamelouks n’adoptent pas, contrairement aux Ottomans. Les hippodromes jouent un rôle essentiel en servant de lieu de réunion.
Les exercices de furûsiyya sont nombreux et comprennent des exercices à la lance ainsi que la pratique du polo, du kabak (décrit par Makrizi), du tir à l'arc, de l’escrime, du jeu de birjas, du jeu de la masse d’armes, de la lutte, de la chasse, du tir à l’arbalète, des courses de chevaux et du jeu d'échecs. Chacune de ces branches possède un maître. 
Les Mamelouks consomment d'autre part de la viande de cheval et du koumis (lait de jument fermenté)[réf. nécessaire], pratiques étrangères au monde arabe.

## Organisation économique

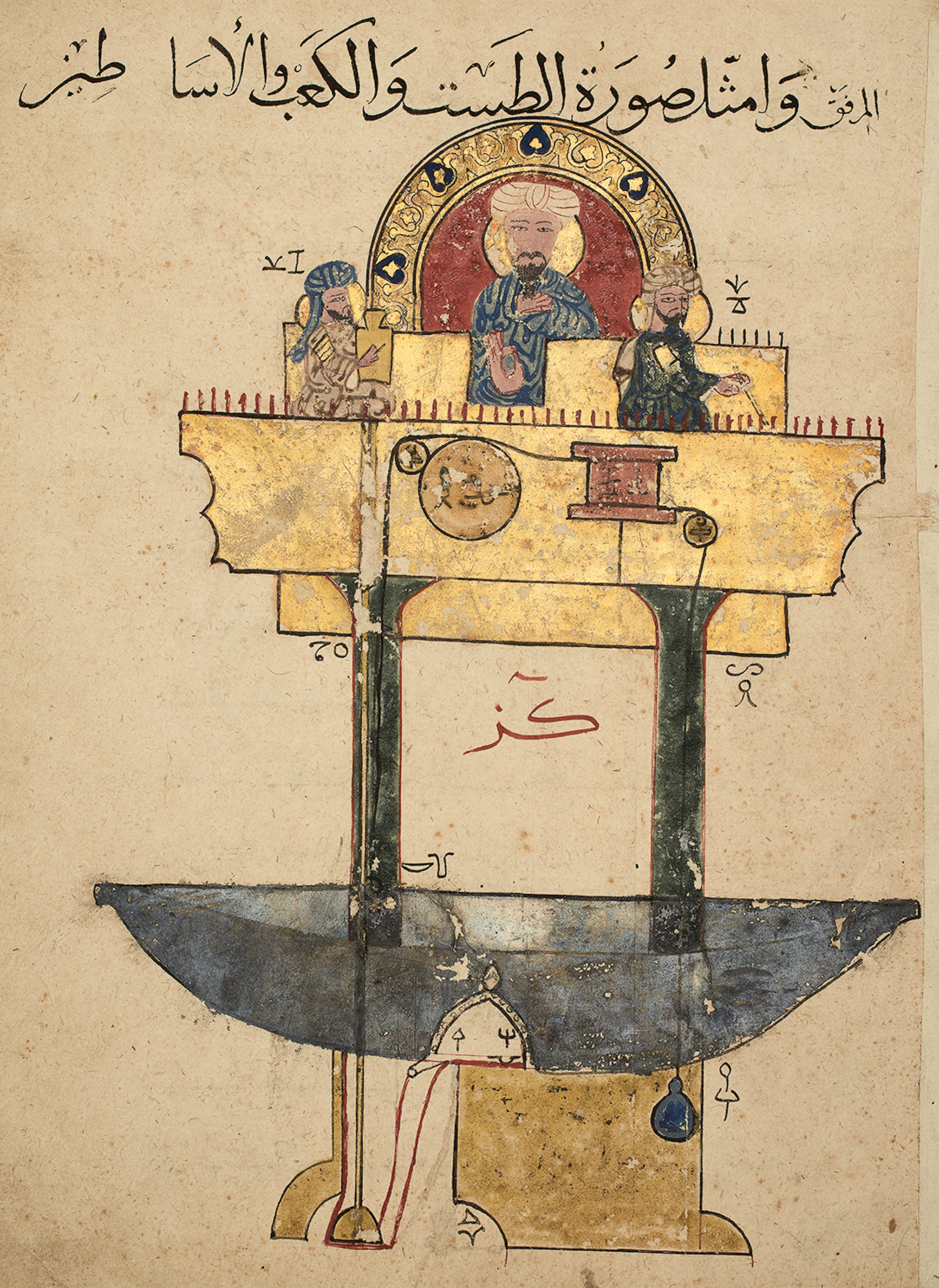
Dispositif de mesure du sang : folio d'un manuscrit du Livre de la connaissance des dispositifs mécaniques ingénieux (Kitab al-hiyal al-nafisa) d'Al-Jazari (1136-1206). Édition créée pour un émir du sultan mamelouk Al-Nasir Muhammad au Caire en 1354.

L'économie mamelouk consiste essentiellement en deux secteurs d'intervention : premièrement, une forme d'étatisme économique qui est organisé et contrôlé par l'élite en place ; deuxièmement, il y a en parallèle une économie de marché libre, qui est ouverte à l'ensemble de la population et à laquelle les Égyptiens ethniques peuvent participer.
Les Mamelouks pratiquent le commerce des épices avec les Européens, à travers l’océan Indien. Cette pratique est source de grande richesse jusqu’au contournement du cap de Bonne Espérance par les Portugais, qui provoque la fin du monopole.
Le Sultanat a connu une période de prospérité et de stabilité économique pendant la période qui s'étend de la prise du pouvoir par Baybars jusqu'à la fin du règne de Qala’ûn. L'âge d'or du Sultanat s'est surtout déroulé sous le règne du Sultan An-Nâsir Muhammad ben Qalâ'ûn. Néanmoins le Sultanat a subi de graves crises économiques, monétaires et démographiques, notamment celle de la fin du XIIIe siècle et celles du XVe siècle, en passant par la peste de 1348 qui a mis à genoux pour le très long terme le dynamisme du pays. En effet, depuis la peste noire, l'Égypte est entrée dans une forme de récession prolongée de son économie due principalement à la rétraction de sa démographie qui ne retrouvera jamais son niveau d'avant la peste, ceci étant principalement dû à une recrudescence fréquente de la peste. Le règne de Qaitbay a pu offrir les signes d'un nouveau souffle, mais ce fut un dernier rebond relatif avec la fin de la Dynastie,.

## Art mamelouk
L'Égypte mamelouke a produit un art de tout premier ordre, en particulier dans le domaine architectural au Caire.